# Relaciones Bielorrusia-Ucrania
Las relaciones entre Bielorrusia y Ucrania son las relaciones internacionales entre la República de Bielorrusia y el Estado de Ucrania. Ambos países son miembros de pleno derecho de la Iniciativa de Bakú y de la Iniciativa de Europa Central. En 2020, durante las protestas bielorrusas en contra el presidente Lukashenko, las relaciones diplomáticas entre Ucrania y Bielorrusia comenzaron a deteriorarse, después de que el gobierno ucraniano criticara al presidente bielorruso Aleksandr Lukashenko. A finales de 2021, la relación entre ambos países se volvió a deteriorar, culminando en una invasión rusa a gran escala el 24 de febrero de 2022. Bielorrusia ha permitido el estacionamiento de tropas y equipos rusos en su territorio y su uso como trampolín para ofensivas en el norte de Ucrania, pero el gobierno bielorruso ha negado la presencia de tropas bielorrusas en Ucrania. Aunque parte de la invasión rusa se lanzó desde Bielorrusia, Ucrania no rompió relaciones diplomáticas con Bielorrusia (a diferencia de lo que ocurrió con Rusia), sino que permaneció congelada. 

## Relaciones históricas

### Antecedentes anteriores a 1991

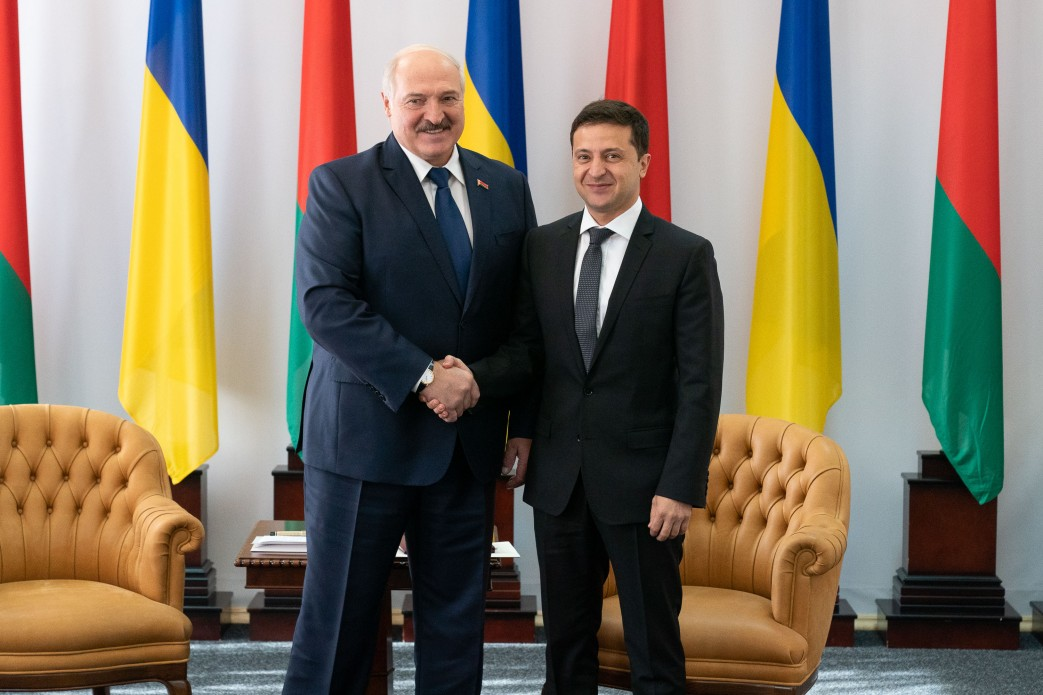
Aleksandr Lukashenko y Volodímir Zelenski en Zhitómir el 4 de octubre de 2019.

Ambos países, cada uno históricamente parte de la Rus de Kiev (siglos IX al XIII d. C.), quedaron gradualmente bajo el control de la Mancomunidad de Polonia-Lituania (1569-1795) y, en última instancia, del Imperio ruso (1721-1917). La Segunda República Polaca gobernó partes de cada uno de ellos durante el período comprendido entre 1918 y 1939. Antes de la disolución de 1991, ambos países formaban parte de la Unión Soviética (fundada en 1922) como la República Socialista Soviética de Bielorrusia (fundada en 1920) y la República Socialista Soviética de Ucrania (fundada en 1919); ambos se convirtieron en miembros fundadores de las Naciones Unidas por derecho propio en 1945. Como naciones eslavas, tanto Bielorrusia como Ucrania comparten culturas estrechamente relacionadas y están habitadas predominantemente por los grupos étnicos eslavos orientales de bielorrusos y ucranianos respectivamente.
Hubo un amplio período de cooperación diplomática de 1918 a 1921, cuando la República Democrática de Bielorrusia estableció contactos con la República Popular de Ucrania (RNU) y el Estado ucraniano de Pavlo Skoropadsky. El gobierno de Skoropadsky fue el que realizó las mayores gestiones hacia los bielorrusos: él mismo reconoció informalmente a la República Democrática Bielorrusa como nación independiente de facto entre octubre-noviembre de 1918, aunque el reconocimiento de iure no se materializó. La UNR, aunque vacilante al principio, finalmente intentó seguir este camino en las relaciones internacionales después de la caída de Skoropadsky. Durante este período, aunque sin reconocimiento formal, ambos países establecieron relaciones diplomáticas en mayo de 1918, intercambiaron misiones diplomáticas, los ucranianos proporcionaron asistencia financiera al gobierno bielorruso y hubo ideas de una alianza defensiva federada entre Ucrania y Bielorrusia.

## Era moderna
En la actualidad, ambos países comparten una frontera de 891 kilómetros. El acuerdo sobre la frontera estatal entre Bielorrusia y Ucrania, firmado en 1997, debía presentarse al parlamento bielorruso para su ratificación después de que el presidente bielorruso, Aleksandr Lukashenko, y el expresidente ucraniano, Víktor Yúshchenko, finalizaran el proceso de formalización de las cuestiones fronterizas entre los dos estados a principios de noviembre de 2009.

### Rupturas en las relaciones
En agosto de 2020, durante las protestas bielorrusas en contra de la reelección de Lukashenko, Ucrania llamó por primera vez a su embajador ucraniano en Bielorrusia para evaluar "la nueva realidad" y las perspectivas de futuras relaciones bilaterales entre los dos países vecinos.Bielorrusia devolvió a Rusia a los contratistas detenidos (que según Lukashenko formaban parte del Grupo Wagner),desafiando los llamados ucranianos a enviar a los detenidos a Ucrania para ser procesados por su participación en la guerra en el Dombás. En una reunión con el miembro de la Rada Suprema de Ucrani, Yevgeniy Shevchenko, en abril de 2021, Lukashenko criticó al expresidente ucraniano Leonid Kravchuk por sugerir que Bielorrusia fuera eliminado como anfitrión en el Cuarteto de Normandía como resultado de las protestas
En respuesta al incidente aéreo del vuelo 4978 de Ryanair por parte del gobierno bielorruso en mayo de 2021, Ucrania prohibió a las aerolíneas bielorrusas operar en el espacio aéreo ucraniano.Además, Ucrania se unió a la Unión Europea al imponer sanciones a funcionarios bielorrusos. En respuesta a Ucrania, Bielorrusia impuso nuevas barreras comerciales a una variedad de productos provenientes de Ucrania que ingresaban al país.

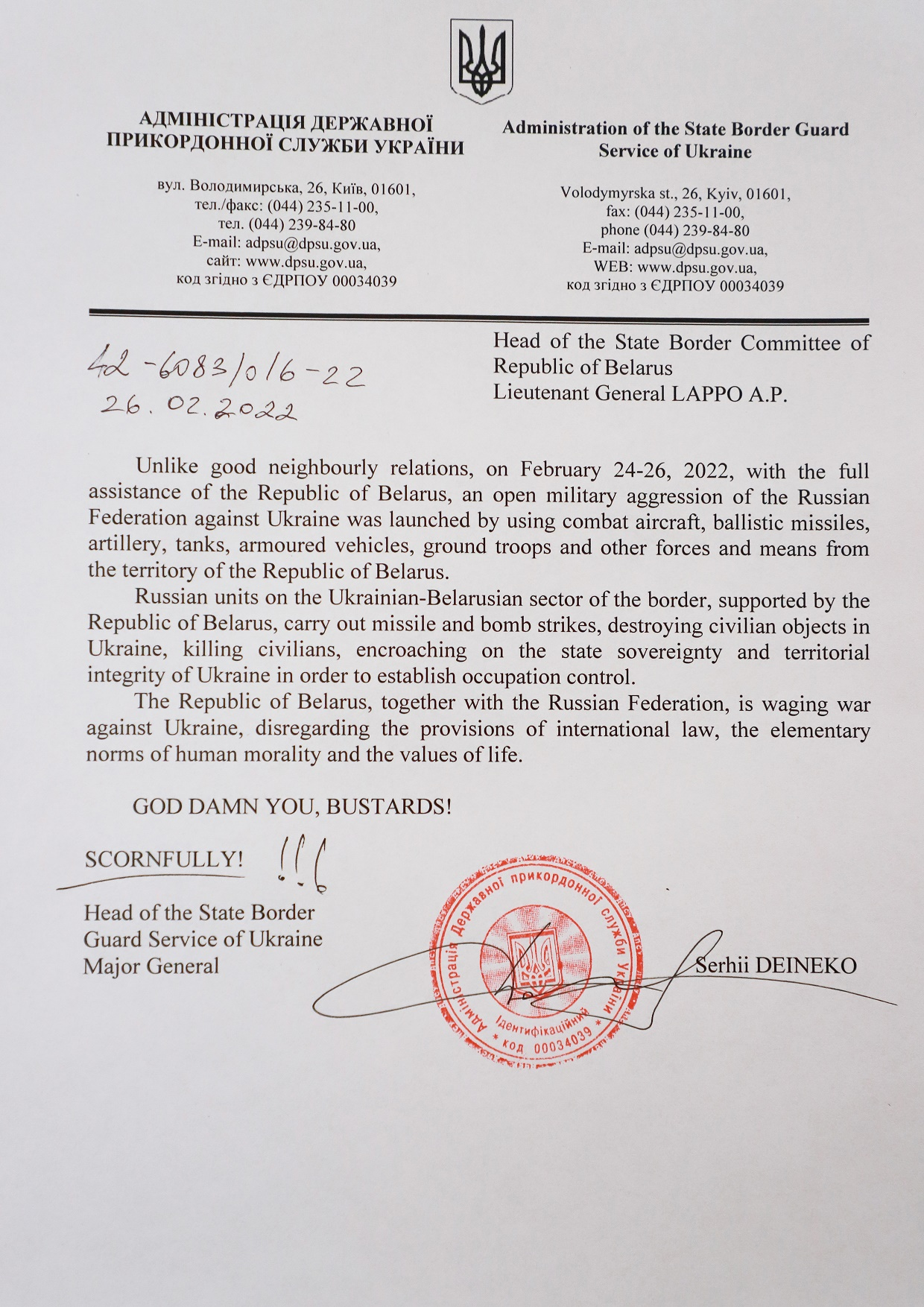
Carta del Jefe del Servicio Estatal de Fronteras de Ucrania, S. V. Deyneko, al Comité Estatal de Fronteras de Bielorrusia AP Lappo, 26.02.2022

En febrero de 2022, las tropas rusas invadieron Ucrania desde territorio bielorruso. Bielorrusia también ha declarado que habrá armas nucleares rusas en suelo bielorruso.En junio de 2023, Lukashenko afirmó que “el único error que cometimos fue no acabar con Ucrania con Rusia en 2014”.En julio de 2024, Lukashenko llamó a Ucrania un "enemigo" y narró que las tropas bielorrusas tienen una "alta preparación para el combate" cerca de la frontera entre Bielorrusia y Ucrania.El 10 de agosto de 2024, el Ministerio de Asuntos Exteriores de Bielorrusia llamó al encargado de negocios de Ucrania e instó a Kiev a abordar las violaciones del espacio aéreo tras la afirmación del presidente Aleksandr Lukashenko de que Bielorrusia había destruido una docena de drones ucranianos en su espacio aéreo. El Ministerio advirtió que si Ucrania no logra evitar tales incidentes, cuestionará la "idoneidad" de mantener la representación diplomática de Ucrania en Minsk.

## Misiones diplomáticas residentes
- Bielorrusia tiene una embajada en Kiev.
- Ucrania tiene una embajada en Minsk y un consulado general en Brest.[13]

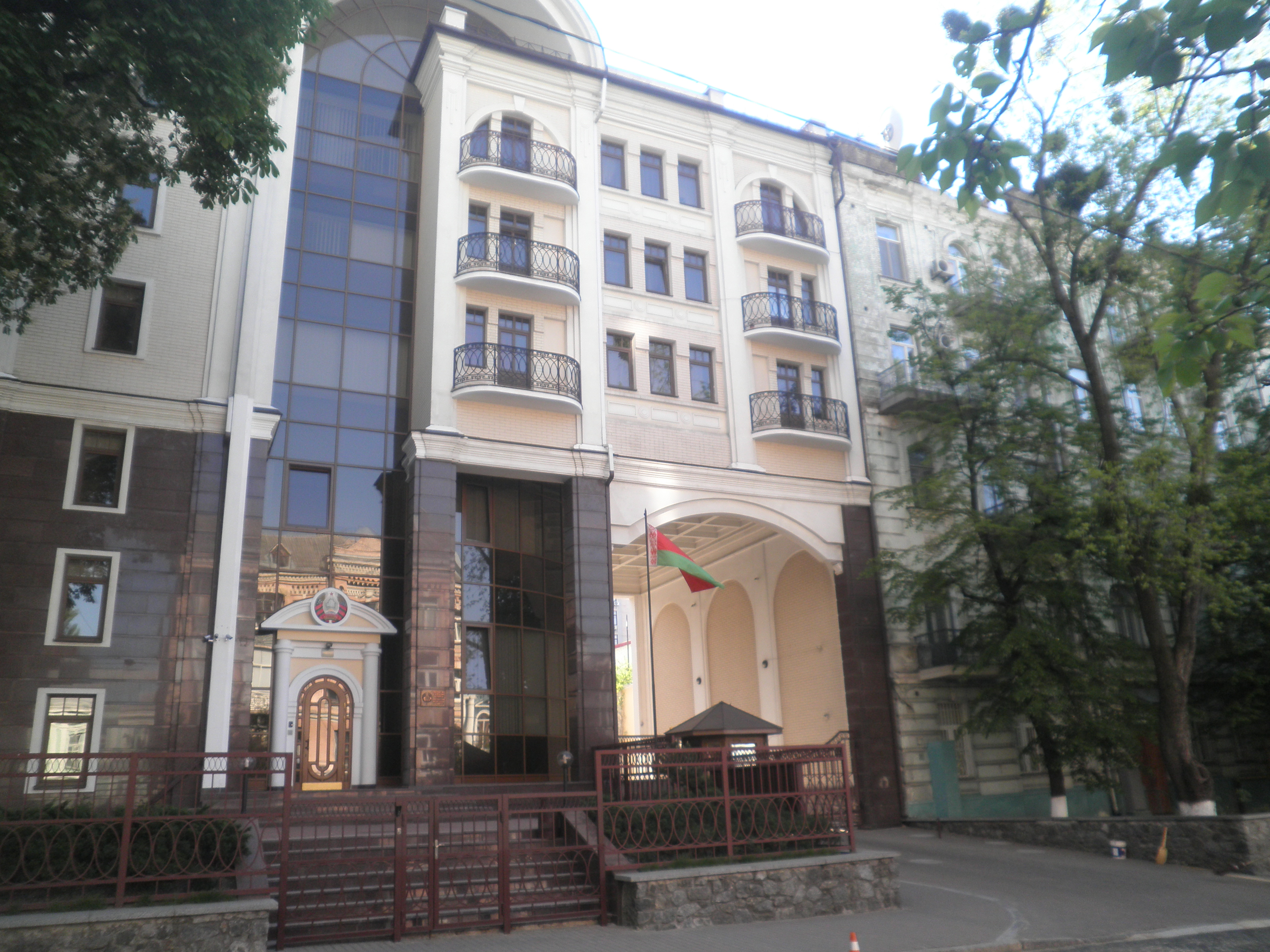
Embajada de Bielorrusia en Kiev
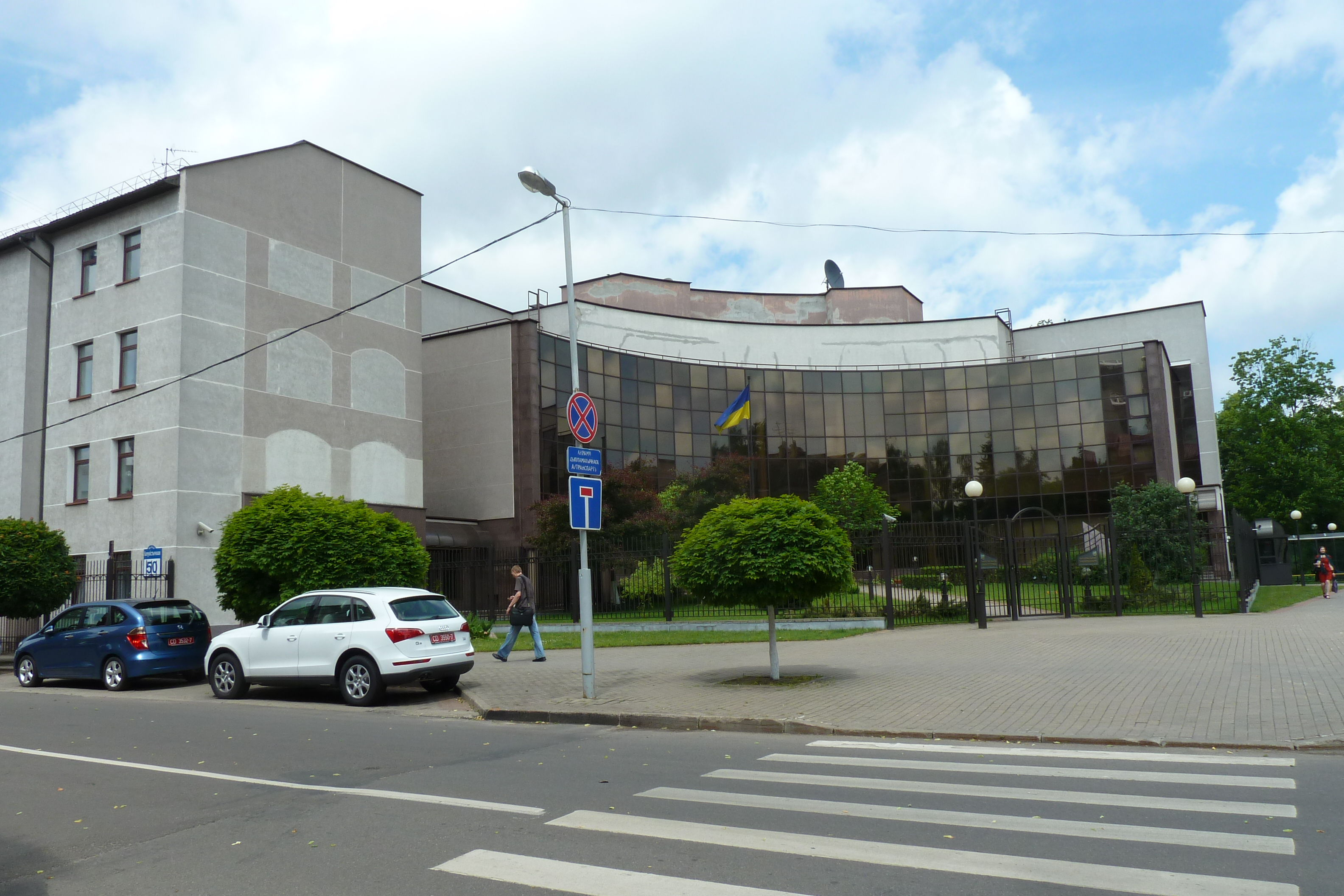
Embajada de Ucrania en Minsk